# Anibontes longipes
Anibontes longipes är en spindelart som beskrevs av Chamberlin och Ivie 1944. Anibontes longipes ingår i släktet Anibontes och familjen täckvävarspindlar. Inga underarter finns listade i Catalogue of Life.